# Jennifer Elise Cox
Jennifer Elise Cox (nacida el 29 de noviembre de 1969) es una actriz estadounidense conocida por su interpretación satírica de Jan Brady en The Brady Bunch Movie.

## Papeles en cine
Cox se hizo conocida por su aparición como Jan Brady en la película The Brady Bunch Movie y su secuela, A Very Brady Sequel. También ha aparecido en las películas Fear and Loathing in Las Vegas, EDtv, Bewitched y The Back-Up Plan.
La última película de Cox es Spooky Buddies.

## Papeles en la televisión
Los créditos de Cox en la televisión incluyen Clueless, Hype TV, Murphy Brown, Moesha, Sex and the City, Will & Grace, Six Feet Under, Nip/Tuck, CSI: Nueva York, Lovespring International, Chelsea Lately, Pushing Daisies, Priviledged y actualmente como "Amy Anderson" en la serie 10 Items or Less. También tuvo un papel de dos episodios de Pair of Kings. Actualmente protagoniza como Gina Spinks en la serie Web Therapy.